# Kurusa Árpád
Kurusa Árpád (Szeged, 1961. október 24. – Szeged, 2024. július 7.) magyar matematikus, egyetemi docens. Kutatási területe az geometriai analízis és a matematikai tomográfia. A Szegedi Tudományegyetem TTIK Bolyai Intézete Geometriai tanszékét 2000 és 2018 között vezette.

## Életpályája
Minden iskoláját a Szegedi Tudományegyetem intézményeiben végezte: a Ságvári Endre Gyakorló Gimnázium matematika szakos osztályából 1980-ban érettségizett, majd egy évnyi katonaság után a Szegedi Tudományegyetem matematikus szakának elvégzésével szerezte matematikus diplomáját 1986-ban. Ekkor a Szegedi Tudományegyetem TTIK Bolyai Intézete Geometriai tanszékére került, ahol a Magyar Tudományos Akadémia TMB-ösztöndíjasaként 1990-re készítette el kandidátusi disszertációját. 
Az MTA Tudományos Minősítő Bizottságától 1991-ben kapta meg kandidátusi (C.Sc.) fokozatát. Magyarországon eddig mindig a Szegedi Tudományegyetem TTIK Bolyai Intézete Geometriai tanszékének munkatársa volt. Előbb tudományos segédmunkatárs, aztán munkatárs, 1991-től főmunkatárs, majd 1996-tól egyetemi docens lett. 
2000-ben a tanszék vezetőjévé nevezték ki. Egyetemi állása mellett 1992-ben az MIT, 1993/4-ben a University of Erlangen-Nuremberg majd 1995-ben a University of Maryland vendégprofesszora volt.
Az Acta Scientiarum Mathematicarum című tudományos folyóiratnak 2000-től szerkesztőbizottsági tagja volt, 1991-ben részt vett a Polygon Kiadó megalapításában; a Polygon szakdidaktikai folyóiratnak haláláig szerkesztőbizottsági tagja volt, a Polygon Jegyzettár sorozatának pedig 1994-es indulása óta szerkesztője.

## Munkássága
Fő kutatási területe a geometriai analízis, azon belül az analitikus és geometriai tomográfia. Jelentős eredménye John ultrahiperbolikus egyenlete megoldásának általánosítása tetszőleges dimenzióra, valamint a különböző terek Radon transzformációi közti kapcsolatok feltérképezése.
Több mint húsz tudományos publikáció szerzője vagy társszerzője, mind angol nyelvű. Magyar nyelven készült öt könyve, hét ismeretterjesztő cikke.

## Díjai, elismerései
- Grünwald Géza-díj (1990)

## Főbb publikációi
- A characterization of the Radon transform's range by a system of PDEs (1991)
- The Radon transform on hyperbolic space (1991)
- Support theorems for totally geodesic Radon transforms on constant curvature spaces (1994)
- Kurusa Árpád–Szemők Árpád: Számítógépes ábrázoló geometria; JATEPress, Szeged, 1994
- Kurusa Árpád–Szemők Árpád: A számítógépes ábrázoló geometria alapjai; Polygon, Szeged, 1999 (Polygon jegyzettár)
- Bevezetés a differenciálgeometriába; Polygon, Szeged, 1999 (Polygon jegyzettár)
- Euklidészi geometria; Polygon, Szeged, 2008 (Polygon jegyzettár)
- Nemeuklidészi geometriák; Szegedi Egyetemi Kiadó, Szeged, 2009 (Polygon jegyzettár)
- Bevezetés a geometriába; Szegedi Egyetemi Kiadó, Szeged, 2015 (Polygon jegyzettár)